# 切爾納
切爾納是克羅地亞的城鎮，位於該國東部，由武科瓦爾-斯里耶姆縣負責管轄，距離該縣最大城市溫科夫齊16公里，面積69.26平方公里，2011年人口4,616，居民中98.96%是克羅埃西亞人。